# Bahnhof Lauterecken-Grumbach
Der Bahnhof Lauterecken-Grumbach ist der Bahnhof der rheinland-pfälzischen Landstadt Lauterecken. Er liegt im Verbundgebiet des Verkehrsverbundes Rhein-Neckar (VRN) und gehört zur Tarifzone 793. Da der Bahnhof ursprünglich die einige Kilometer entfernte, als Sitz einer preußischen Amtes relevante Gemeinde Grumbach ebenfalls erschloss, erhielt er den entsprechenden Zusatz. Er wurde am 1. Mai 1904 als Trennungsbahnhof für die in diesem Jahr auf voller Länge eröffnete Glantalbahn Homburg–Bad Münster und die seit 1883 betriebene, in Kaiserslautern beginnende Lautertalbahn in Betrieb genommen. Erstere wurde im Einzugsgebiet Lauterecken ab Mitte der 1980er Jahre schrittweise stillgelegt; seither ist er lediglich Endbahnhof der Lautertalbahn. Mit Aufnahme des Draisinenbetriebes auf der früheren Glantalbahn zwischen Altenglan und Staudernheim im Jahr 2000 ist er zudem eine Draisinenstation.

## Lage

### Örtliche Lage

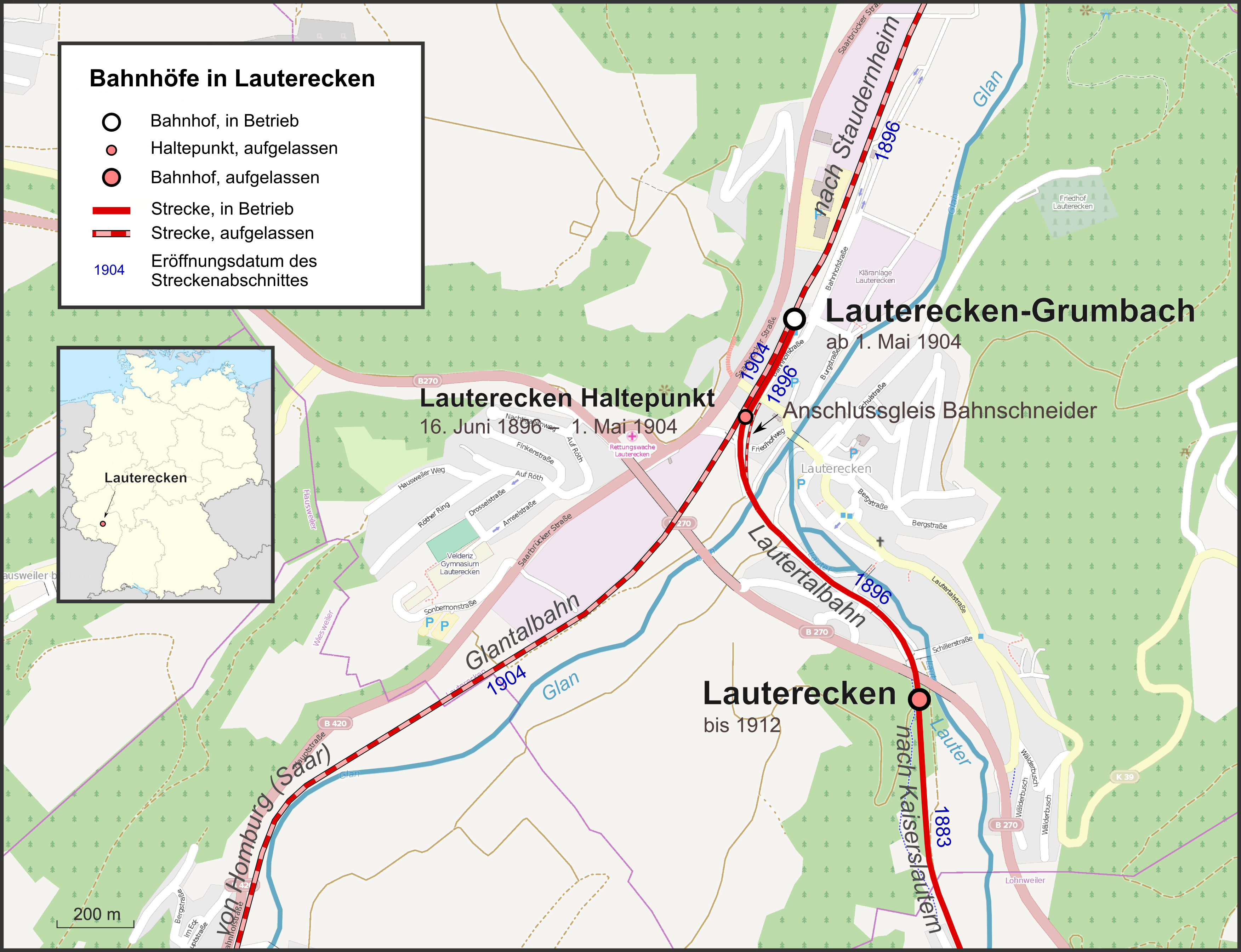
Lage der Bahnhöfe in Lauterecken

Der Bahnhof befindet sich am nordwestlichen Stadtrand von Lauterecken. Östlich von ihm verläuft parallel die städtische Bahnhofstraße. Der südliche Bahnhofsbereich wird niveaugleich von der Hauptstraße gekreuzt. Westlich und nordöstlich erstrecken sich mehrere Gewerbebetriebe. Ebenfalls parallel zum Bahnhof, jedoch in mehreren Metern Luftlinienentfernung verlaufen westlich die Bundesstraße 420 und östlich der Glan. Er verfügt über Parkplätze, eine Haltestelle für Buslinien und Toiletten. Ein barrierefreier Zugang ist nur teilweise vorhanden.

### Bahnstrecken
Die inzwischen stillgelegte Glantalbahn passierte die Stadt Lauterecken lediglich am nordwestlichen Rand. Die heute noch betriebene Lautertalbahn umfährt den südöstlichen Stadtrand in einem Bogen, um schließlich in die Glantalbahn zu münden. Der Bahnhof liegt am Streckenkilometer 75,2 der Glantalbahn. Da deren Kilometrierung westlich von Homburg beginnt und bei Altenglan einen Kilometersprung aufweist, liegt der Bahnhof Lauterecken-Grumbach 51,4 Kilometer vom Homburger Hauptbahnhof entfernt.

## Geschichte

### Erster Bahnhof und Haltepunkt Lauterecken (1883–1904)
Bei Eröffnung der Lautertalbahn im Jahr 1883 erhielt Lauterecken einen Bahnhof am südwestlichen Stadtrand. Dabei fand bei der Standortwahl Beachtung, dass ein Anschluss der Strecke an die bereits damals diskutierte Glantalbahn möglichst einfach realisierbar ist.
Auch nachdem 1896 die Untere Glantalbahn – das nördliche Teilstück der späteren Glantalbahn – nach Odernheim als direkte Verlängerung der Lauterstrecke entstanden war, blieb der Bahnhof bestehen. Lauterecken bekam aber zusätzlich zwischen dem Friedhofsweg und der ehemaligen Bundesstraße 270 mit dem Haltepunkt Lauterecken eine Bedarfshaltestelle. Diese sollte dazu dienen, den Norden des Stadtgebietes sowie die Umlandgemeinden besser an die Eisenbahn anzuschließen.
Der Haltepunkt verfügte über ein kleines Empfangs- und Ökonomiegebäude. Mit dem Bau des Bahnhofs Lauterecken-Grumbach verlor der Haltepunkt seine Funktion.

### Entstehung des Bahnhofs Lauterecken-Grumbach

Südliche Einfahrt in den Bahnhof Lauterecken-Grumbach um 1910

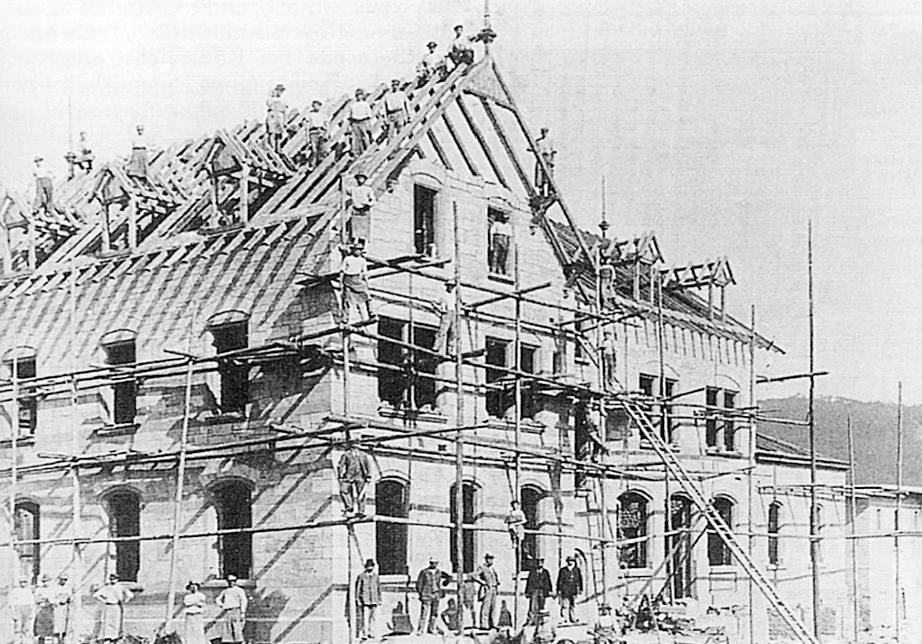
Empfangsgebäude des Bahnhof Lauterecken-Grumbach während der Bauphase

Im Zuge der Planung der übrigen Glantalbahn Richtung Altenglan und Homburg stellte sich jedoch heraus, dass sich der Bahnhof Lauterecken hinsichtlich einer Verknüpfung beider Strecken in einer ungünstigen Lage befand. Der neue Verknüpfungsbahnhof zwischen Lauter- und Glanstrecke sollte den Namen Lauterecken-Grumbach tragen und am nordwestlichen Stadtrand knapp 200 Meter nördlich des 1896 eröffneten Haltepunktes liegen. Sein Bau gestaltete sich sehr aufwendig. Der Damm musste aufgrund der großen Überschwemmungsgefahr des benachbarten Glan zwei Meter hoch aufgeschüttet werden. Aus benachbarten Steinbrüchen kamen insgesamt 250.000 Kubikmeter Material. Im nördlichen Bereich erhielt er einen zweiständigen Lokschuppen, eine Drehscheibe, deren Durchmesser rund 16 Meter betrug, einen Wasserturm einschließlich Wasserkran, eine Kleinbekohlung, eine Untersuchungsgrube sowie Übernachtungsmöglichkeiten für Bahnpersonal.
Am 21. Januar 1904 war der Oberbau größtenteils fertig gestellt, am 25. März fand zwischen Homburg und Lauterecken-Grumbach eine Probefahrt statt. Mit Eröffnung der gesamten Glantalbahn Homburg–Bad Münster am 1. Mai 1904 folgte schließlich die Inbetriebnahme des neuen Bahnhofs. Entlang dieser neu geschaffenen Bahnstrecke war er eine von insgesamt 26 Unterwegsstationen. Dadurch besaß die Landstadt Lauterecken, die damals rund 2000 Einwohner hatte, kurzzeitig drei Bahnhalte. Der 1896 errichtete Haltepunkt war durch den neu geschaffenen Knotenbahnhof entbehrlich. Der bisherige Bahnhof Lauterecken verlor seine bisherige Funktion und wurde zum Haltepunkt zurückgestuft; mangels Rentabilität wurde er 1912 aufgelassen.

### Entwicklung bis zum Ende des Zweiten Weltkrieges (1913–1945)

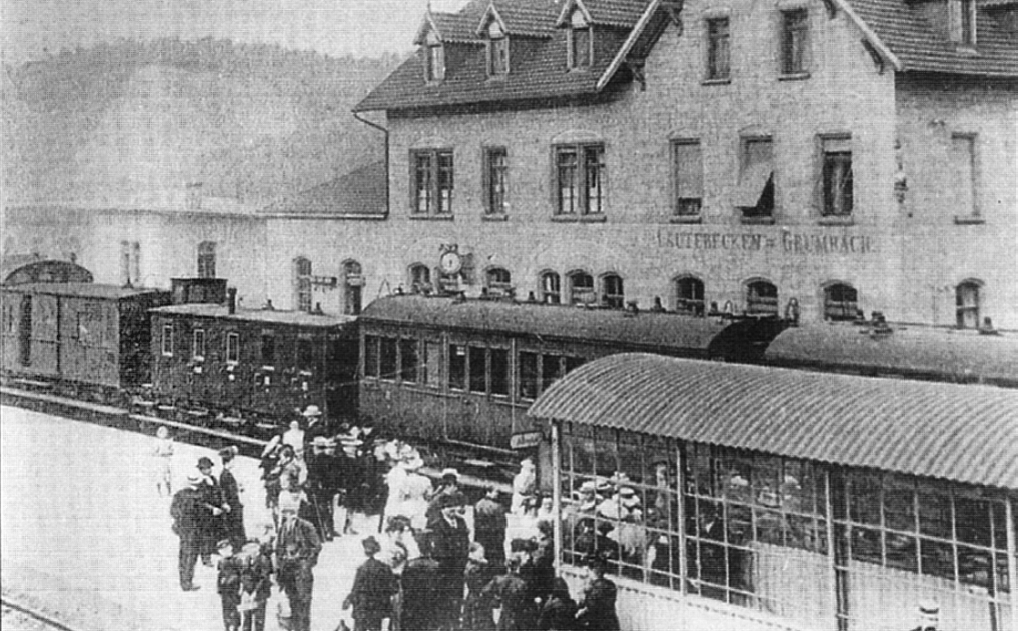
Bahnhof im Jahr 1910

1913 entstand zwischen dem Stellwerk und der Bahnmeisterei eine Holzbaracke. Ein Jahr später diente sie im Zuge des Ausbruchs des Ersten Weltkrieges der Truppenverpflegung, da Militärzüge zum Teil täglich in Intervallen von anderthalb Stunden über die Strecke fuhren. Hinter der besagten Baracke entstand in diesem Zusammenhang eine Abortanlage mit einer Kapazität für 100 Leute.
Nach dem Ersten Weltkrieg schufen die Siegermächte das Saargebiet, in dem sich der südliche Streckenabschnitt Homburg–Jägersburg der Glantalbahn befand. Als unmittelbare Folge dieser Abtrennung wurde Homburg zum Betriebswechselbahnhof zwischen Reichsbahn und Saareisenbahnen, Lokomotiven des dortigen Bahnbetriebswerkes kamen daher nicht mehr auf der Glantalbahn zum Einsatz. Als Ersatz stationierte die Reichsbahn im Bahnhof Lauterecken-Grumbach weitere zwei Lokomotiven zusätzlich zu den bereits vorhandenen fünf Lokomotiven. Planungen, dafür den Lokschuppen zu erweitern, setzte die Reichsbahn jedoch nicht um.
Am 1. April 1937 löste die Reichsbahn die Direktion Ludwigshafen auf, zu der der Bahnhof bislang gehört hatte. Im Gegensatz zur übrigen Lautertalbahn, die bereits seit dem 1. Mai des Vorjahres Teil der Direktion Saarbrücken war, kam er zusammen mit demjenigen Abschnitt der Glantalbahn, der sich nördlich von Altenglan befand, zur Direktion Mainz. Zwischen dem 24. und 27. September 1938 fand eine Wehrübung in der Pfalz statt. Zu den Zielbahnhöfen der Truppenzüge aus Frankfurt am Main gehörte unter anderem Lauterecken-Grumbach.
Ab Mitte 1944 erfasste der Luftkrieg im Zweiten Weltkrieg den Bahnhof. Alliierte Luftstreitkräfte griffen ihn aufgrund der Bedeutung der Glantalbahn für den deutschen Nachschub hinter der Westfront wiederholt an. Dies führte dazu, dass der Verkehr tagsüber fast unmöglich wurde. Im Zeitraum zwischen dem 6. und dem 31. Dezember des Jahres erfolgten mehrere Angriffe auf den Bahnhof. Diesen fielen alle Gleise in der Nähe des Stellwerks 2 zum Opfer. Der Lokschuppen brannte und wurde in der Folgezeit nicht mehr hergerichtet, lediglich Unterkünfte für Lokführer wurden nach dem Krieg wieder in Betrieb genommen. Im März des Folgejahres gab es einen weiteren schweren Luftangriff auf den Bahnhof, bei dem mehrere Wohnhäuser der Stadt in Mitleidenschaft gezogen wurden.

### Nachkriegszeit und Deutsche Bundesbahn (1945–1993)
Am 1. Oktober 1948 folgte die Auflösung des Lokomotivbahnhofs. Ende der 1970er Jahre geschah dasselbe mit der Bahnmeisterei Lauterecken, die jahrzehntelang für den Unterhalt der Glan- und der Lautertalbahn im Einzugsgebiet der Stadt verantwortlich gewesen war. 1983 feierte die Lautertalbahn ihr hundertjähriges Jubiläum; zu diesem Zweck verkehrte eine Garnitur des Trans-Europ-Express (TEE) zwischen Kaiserslautern und Lauterecken-Grumbach.
Nachdem entlang der Glantalbahn bereits 1981 auf dem Abschnitt Homburg–Glan-Münchweiler und 1985 auf dem Abschnitt Altenglan–Lauterecken-Grumbach der Personenverkehr zum Erliegen gekommen war, folgte die offizielle Herabstufung des Streckenabschnitts zwischen Glan-Münchweiler und Odernheim zum 29. September 1985 zur Nebenbahn. Da zwischen Ulmet und Offenbach-Hundheim bereits zuvor keine Güterbedienung mehr stattfand, gab es südlich von letzterer Station fortan keinen regulären Verkehr mehr, ehe einige Jahre später der Güterverkehr in diesem Bereich ebenfalls endete. Zwischen Lauterecken-Grumbach und Staudernheim endete die Personenbeförderung am 30. Mai 1986. Der letzte Zug traf verspätet um 18:38 Uhr im Bahnhof ein. Da mit Meisenheim und Odernheim entlang dieses Abschnittes nur noch zwei Bahnhöfe Güterverkehr aufwiesen und Züge aus Kaiserslautern nur ersteren bedienten, gab es fortan zwischen Meisenheim und Odernheim ebenfalls keinen regulären Verkehr mehr.

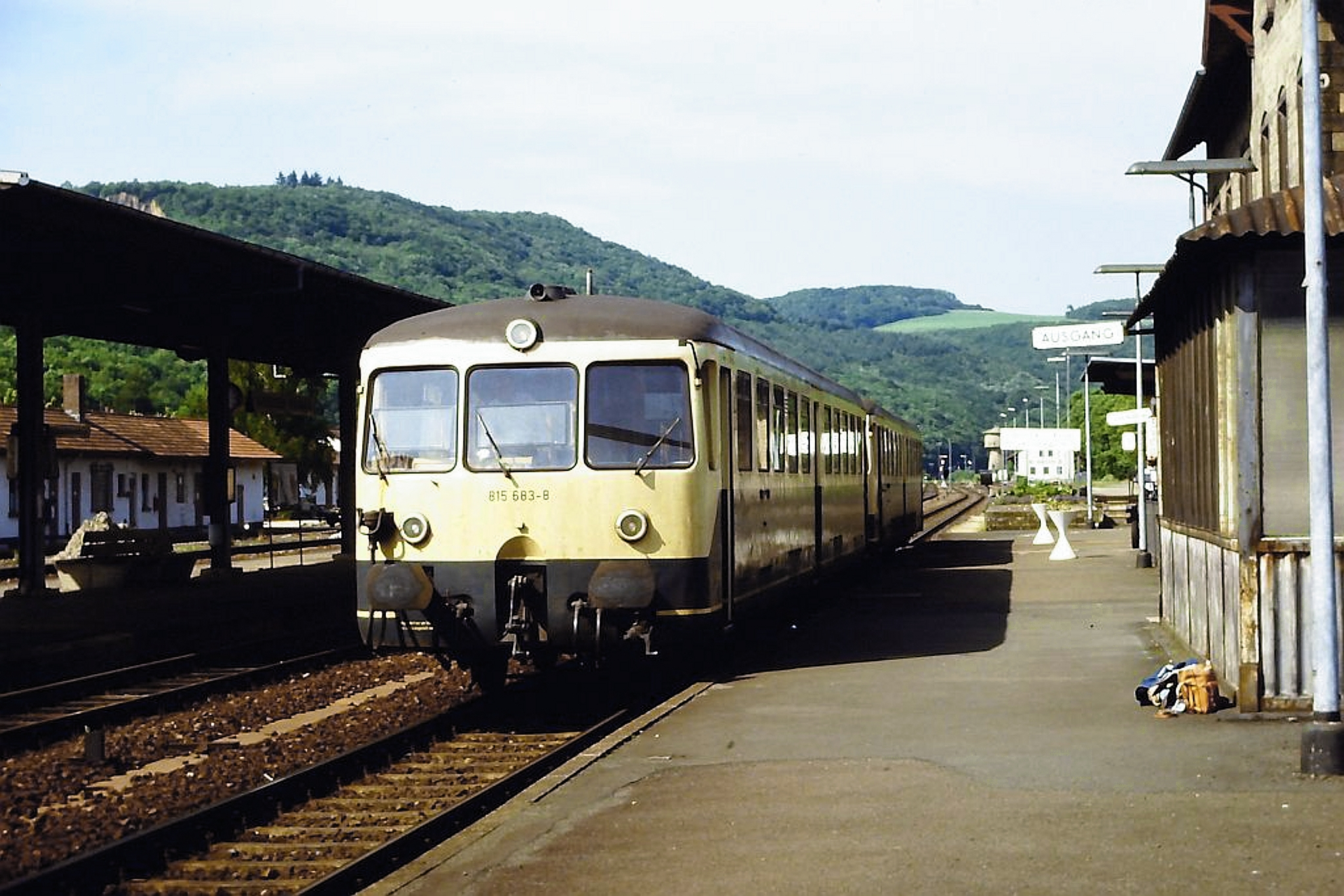
Triebwagen der Baureihen 515 und 815 im Bahnhof Lauterecken-Grumbach (1986)

Die Lautertalbahn sowie die Bahnstrecke Landstuhl–Kusel waren die beiden einzigen Bahnstrecken der Region, die von der Stilllegungswelle von Nebenbahnen in der Region verschont blieben. Am 9. Juni 1986 schlossen die Deutsche Bundesbahn und das Land Rheinland-Pfalz einen Staatsvertrag, der alle Eisenbahnlinien des Bundeslandes in drei Kategorien einteilte. Die Wirtschaftlichkeit der Lautertalbahn sollte demnach überprüft werden.
1992 leitete die DB das Stilllegungsverfahren für den Abschnitt Altenglan–Lauterecken ein, was jedoch durch die Umwandlung der DB in die Deutsche Bahn AG zum 31. Dezember 1993 ausgesetzt wurde. Am 6. Juli selben Jahres befuhr noch einmal ein Unkrautspritzzug die Teilstrecke, der zugleich die letzte durchgehende Zugfahrt bildete. Am 27. Februar 1993 endete der Güterverkehr nach Meisenheim ebenfalls.

### Deutsche Bahn und Eröffnung der Draisinenstrecke (seit 1994)
In den 1990er Jahren war der Bahnhof entlang der Lautertalbahn der einzige, der eine Bahnsteigüberdachung besaß. Im selben Jahrzehnt fand die Sanierung des Hausbahnsteiges statt, der seither eine Höhe von 55 Zentimeter aufweist. Die Einweihung dieser Maßnahme wurde von einem Fest begleitet, bei dem der damalige Staatssekretär im rheinland-pfälzischen Verkehrsministerium, Günter Eymael, eingeladen war. Dieser suchte den Bahnhof aufgrund des Namens zunächst irrtümlich in Grumbach.
Zum Jahreswechsel 1995/1996 erfolgte die Stilllegung des Glantalbahnabschnittes Altenglan–Lauterecken-Grumbach. Am 10. Mai 1996 genehmigte das Eisenbahn-Bundesamt die Stilllegung des nördlichen Glantalbahnabschnittes nach Staudernheim zum 1. Juli dieses Jahres.
Zwischenzeitlich kam ein Gutachten zu dem Ergebnis, dass eine Reaktivierung des unteren Glantalbahnabschnittes Lauterecken–Staudernheim wirtschaftlich sinnvoll sei. Eine Realisierung dieses Vorhabens scheiterte jedoch aus finanziellen Gründen. Um eine endgültige Stilllegung einschließlich Streckenabbau zu verhindern, hegten Studenten der Universität Kaiserslautern Pläne, wonach auf der Glantalbahn zwischen Altenglan und Staudernheim ein Betrieb mit Eisenbahn-Draisinen entstehen solle. Zu den Unterstützern dieses Projektes gehörte der Kuseler Landrat Winfried Hirschberger, dem im Jahr 2000 schließlich die Verwirklichung gelang. Seit 2000 ist der Bahnhof Lauterecken-Grumbach eine Draisinenstation auf der Glanstrecke und neben Altenglan und Staudernheim eine von drei Ausleihstationen.
Im Januar 2001 wurde der umgestaltete Bahnhofsvorplatz eingeweiht, der bereits zuvor als Umsteigepunkt zu Bussen in der Region
diente. Im Zeitraum von 16. bis 18. Dezember 2005 stellte die DB die Lautertalbahn, bei der die bisherige mechanische Stellwerkstechnik nach Bauart Bruchsal G zuvor seit über 100 Jahren praktiziert worden war, auf elektronische Technik um, was ursprünglich bereits im Herbst des Vorjahres geplant war.
Für den Einsatz von Akkumulatortriebwagen im Pfalznetz ab Dezember 2026 wird im Bahnhof Lauterecken-Grumbach eine 700 Meter lange Oberleitungsinselanlage errichtet.

## Bauwerke

### Empfangsgebäude

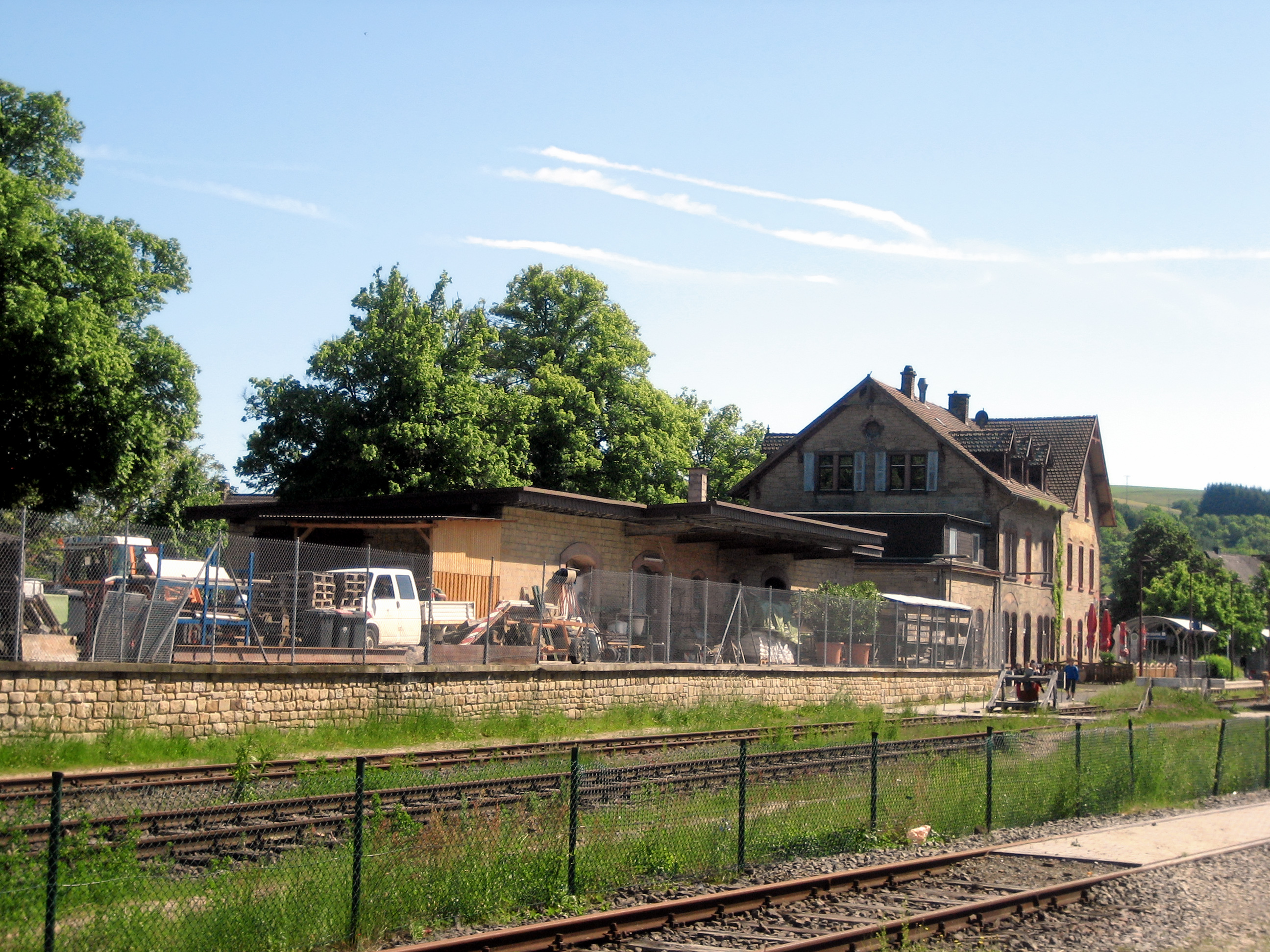
Früheres Empfangsgebäude

Aufgrund seiner großen verkehrlichen Bedeutung erhielt der Bahnhof Lauterecken-Grumbach ein größeres Empfangsgebäude als die meisten anderen Bahnstationen der strategischen Bahn. Genau wie die meisten Bahnhofsgebäude entlang der Glantalbahn war das aus Sandstein gefertigte Bauwerk typisch für die Gesellschaft der Pfälzischen Nordbahnen. Es besitzt einen rechteckigen Grundriss. Seine Konstruktion fiel zum Teil trauf- und zum Teil giebelständig aus.
Der Haupttrakt erhielt ein Dach, dessen Ausführung kreuzförmig ausfiel. An der nördlichen Seite befindet sich ein Anbau, der ursprünglich lediglich ein Stockwerk einschließlich eines einseitigen Walmdaches umfasste. Um das Übernachten des Lokpersonals zu ermöglichen, erhielt das Gebäude einen Anbau, bei der ein Einklang mit der Architektur des übrigen Gebäudes unberücksichtigt blieb. Das Dach verfügt über mehrere kleine Gauben, die eine Verzierung mit Holz aufweisen.

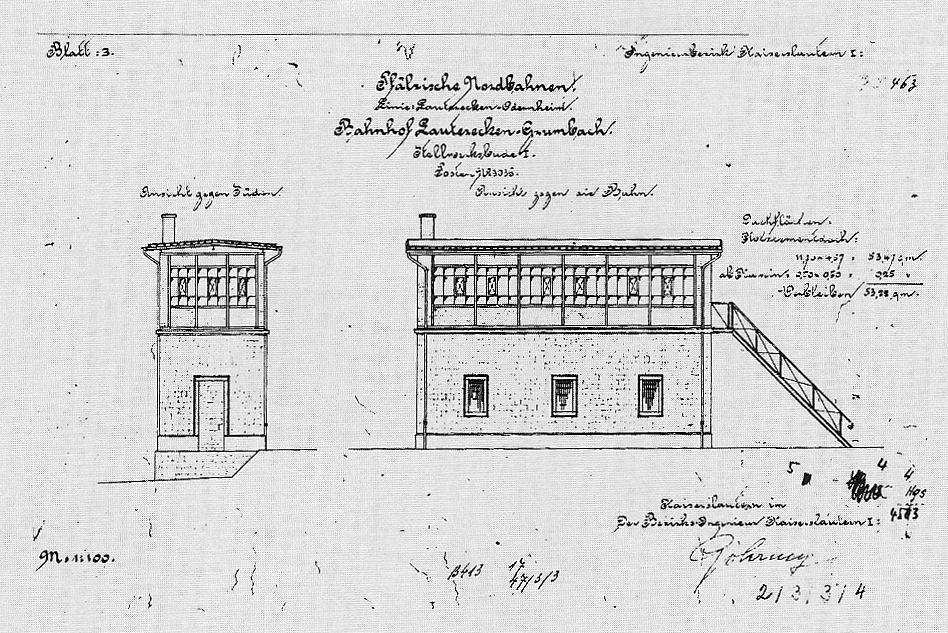
Stellwerk am Bahnhof Lauterecken-Grumbach

### Stellwerke
Der Bahnhof besaß darüber hinaus zwei mechanische Stellwerke der Bauart Bruchsal G, die je einem Fahrdienstleiter unterstanden. Stellwerk I existiert bis heute und steht unter Denkmalschutz. Dabei handelt es sich um einen dreiachsigen Quaderbau. Sein Obergeschoss besteht aus Ziegeln und verfügt über Eisengefache. Darüber hinaus besaß es einen Spannwerkskeller. Es befindet sich im südwestlichen Bahnhofsbereich am früheren Rangierbahnhof unweit der Verzweigung der beiden Bahnstrecken. Seit 2005 steuert ein elektronisches Stellwerk in Neustadt an der Weinstraße die Bahnanlagen. Dies hatte die Außerbetriebnahme dieses letzten entlang der früheren Glantalbahn zum 17. Dezember des Jahres zur Folge. Das Stellwerk II lag im nördlichen Bahnhofsbereich westlich der Gleise und wurde inzwischen abgerissen.

### Wassertürme

Westliche Einfahrt der Lautertalbahn in die Glantalbahn in Höhe des ehemaligen, von 1896 bis 1904 existierenden Haltepunktes. Rechts im Bild der südliche Wasserturm

Der Bahnhof besaß in seinem nördlichen Bereich einen Wasserturm (siehe auch das Bild der westlichen Einfahrt), der eine Stahlkonstruktion darstellte und der eine Ummantelung aus Beton ausgestattet erhielt. Im Jahr 1989 folgte sein Abriss. Da es Stimmen gab, die dafür plädiert hatten, ihn unter Denkmalschutz zu stellen, rief diese Maßnahme entsprechend Kritik hervor. Ursprünglich befand sich unmittelbar zwischen der Verzweigung von Glan- und Lautertalbahn ein weiterer Wasserturm, der ebenfalls aus Stahl war. Während des Zweiten Weltkrieges diente er Flugzeugen der Alliierten oft als Zielscheibe. Dies zog Beschädigungen auf sich. Dennoch benutzten ihn Kinder während dieser Zeit vor allem im Sommer nach Luftangriffen als eine Art Dusche.

### Bahnsteige und Gleisanlagen
Die Gleisanlagen des Bahnhofs nahmen über Jahrzehnte längenmäßig einen ganzen Kilometer ein. Verglichen mit der geringen Größe der Stadt Lauterecken waren sie sehr umfangreich. Nach der Einstellung des Personenverkehrs auf der Glantalbahn dienten vor allem die Gleise im nördlichen Bahnhofsbereich kurzfristig der Abstellung entbehrlicher Güterwagen, ehe die DB sie demontierte. Unterteilt war die Anlage nach dem Zweiten Weltkrieg in insgesamt vier Fahrwegprüfbezirke. Drei Gleise davon dienten dem Personenverkehr. Bis heute verfügt der Bahnhof über zwei Bahnsteige. Der Hausbahnsteig wurde in den 1990er Jahren saniert. Die meisten Züge der Lautertalbahn halten an ihm. Der Mittelbahnsteig diente vor allem den Zügen der Glantalbahn und findet hauptsächlich bei Sonderfahrten Verwendung. Westlich und nordöstlich der Bahnsteige befanden sich für den Güterverkehr zahlreiche Rangiergleise.
Hinzu kamen im Süden und Nordwesten des Bahnhofs außerdem mehrere Anschlussgleise. Nördlich des Bahnhofs besaßen die Steinbrüche Holzmann ein solches. Es endete ursprünglich kurz nach der Kreuzung der heutigen Bundesstraße 420. Nachdem eine Seilbahn von den beiden Steinbrüchen aus gebaut wurde, wurde es verkürzt, da die Verladung fortan zwischen Bahnhof und Straße stattfand. In Richtung Wiesweiler befand sich die Verladeanlage des Steinbruches Holzer, wobei eine Feldbahn in der Spurbreite von 600 Millimetern diese mit dem eigentlichen Steinbruch verband. 1950 erhielt das ein Jahr zuvor gegründete Textilwerk Lauterecken zwei Anschlussgleise. Ebenfalls über eins verfügte die Baustoffhandlung Bahn-Schneider, deren Gleis seit etwa 1990 nicht mehr befahren wurde. Es befand sich in dem Bereich, in dem die Lautertalbahn in die Glantalbahn einmündet.
| Gleis    | Nutzbare Länge | Bahnsteighöhe | Aktuelle Nutzung                              |
| -------- | -------------- | ------------- | --------------------------------------------- |
| 1        | 111 m          | 55 cm         | Regionalbahn in Richtung Kaiserslautern       |
| 2        | 147 m          | 26 cm         | Regionalbahn in Richtung Kaiserslautern       |
| Draisine | 147 m          | 26 cm         | Draisinen Richtung Altenglan und Staudernheim |

### Sonstige Bauwerke
Bereits zum Zeitpunkt seiner Entstehung verfügte der Bahnhof in seinem nördlichen Bereich über einen zweiständigen Lokschuppen. Sein Baustil war an den der meisten Empfangsgebäude entlang der Glantalbahn angelehnt. Vor ihm befand sich eine Drehscheibe und unmittelbar neben ihm ein Anbau, der der Übernachtung von Bahnangestellten diente. Letzterer enthielt acht Schlafräume, einen Aufenthaltsraum, einen Waschraum und zwei Toiletten. Ebenso gab es ein weiteres Aborthaus.
Anfang der 1980er Jahre entstand in Lauterecken-Grumbach eine Ladestation für die Akku-Triebwagen der DB-Baureihe ETA 150. Letztere verkehrten auf den Strecken um Lauterecken jedoch lediglich bis zum Ende des Jahrzehnts.

## Verkehr

### Personenverkehr

#### Fernverkehr
In den Jahren 1945 und 1946 verkehrte ein Schnellzugpaar auf der Strecke zwischen Saarbrücken und Koblenz, das für den Zivilverkehr nur eingeschränkt zur Verfügung stand. Dies war zudem der letzte durchgehend über die Glantalbahn verkehrender Zug unter Einschluss des Anfang der 1960er Jahre stillgelegten Abschnittes Odernheim–Bad Münster; dieser Zug hielt neben Altenglan ebenfalls im Bahnhof Lauterecken-Grumbach.

#### Nahverkehr

Winterfahrplan der Saison 1977/78

Nach der Eröffnung im Jahr 1904 verkehrten auf der Glantalbahn insgesamt sechs Zugpaare. In den folgenden Jahrzehnten existierte kaum Durchgangsverkehr zwischen Homburg und Staudernheim beziehungsweise Bad Münster; vielmehr wurden Teilstrecken befahren wie Altenglan–Lauterecken-Grumbach oder Lauterecken-Grumbach–Staudernheim. Von 1904 bis 1934 waren auf der Lautertalbahn pro Tag zwischen vier und sechs Zugpaare unterwegs. Ab 1906 gab es zusätzliche Züge zwischen Lauterecken und Wolfstein. Vor allem in den 1930er Jahren wiesen die Fahrpläne zahlreiche Eckverbindungen auf, unter anderem solche der Relation Kaiserslautern–Lauterecken-Grumbach–Altenglan–Kusel. Im Jahr 1905 wurden am Bahnhof Lauterecken-Grumbach insgesamt 32.966 Fahrkarten verkauft. 1934 stieg die Zahl auf 41.215 an.
1962 stellte die DB den Sonntagsverkehr zwischen Altenglan und Lauterecken-Grumbach ein. Ab 1965 fuhren zwei Eilzugpaare der Relation Zweibrücken–Mainz, die über die Glantalbahn verkehrten und die in Lauterecken-Grumbach hielten. Ihr Initiator war der damalige Zweibrücker Oberbürgermeister und rheinland-pfälzische Landtagsabgeordnete Oskar Munzinger. Im Volksmund erhielten diese Züge deshalb den Namen „Munzinger-Express“. Aufgrund der inzwischen fehlenden Verbindung Odernheim–Bad Münster mussten diese Züge nach Staudernheim fahren, dort Kopf machen und anschließend Richtung Osten die Nahetalbahn benutzen. 1967 gab es ein weiteres Paar zwischen Homburg und Gau Algesheim. Ab 1970 waren diese Verbindungen offiziell nur noch Nahschnellverkehrszüge, ehe sie 1979 komplett entfielen. Ab 1975 ruhte der Verkehr an Sonn- und Feiertagen komplett. Sieben Jahre später kam die Bedienung an Samstagen zum Erliegen.
Seit dem Jahr 2000 gibt es wieder regelmäßigen Wochenendverkehr auf der Strecke. Seitdem verkehren die Züge zwischen Kaiserslautern und Lauterecken-Grumbach im Stundentakt.

### Güterverkehr
1920 verkehrte ein Nahgüterzug vom Güterbahnhof Ebernburg an der Alsenztalbahn, der die Bahnhöfe zwischen Bad Münster und Lauterecken-Grumbach bediente und anschließend als Durchgangsgüterzug nach Homburg fuhr. Für die Bahnhöfe zwischen Lauterecken-Grumbach und Homburg war ein weiterer Nahgüterzug zuständig. Bei Bedarf verkehrte ein weiterer Durchgangsgüterzug von Homburg bis Lauterecken-Grumbach. Nachdem auf der Glantalbahn nach dem Zweiten Weltkrieg der Güterverkehr deutlich zurückgegangen war, gab es auf den betreffenden Teilstrecken bis zur Aufgabe nur noch Übergabezüge von den Knotenbahnhöfen aus.
Durch die zahlreichen Steinbrüche in der unmittelbaren Umgebung besaß der Bahnhof eine große Bedeutung im Güterverkehr. Mit dem Lauterecker Sandstein wurden – teilweise bereits vor der Eröffnung des Bahnhofs – mehrere bedeutende Bauwerke wie die Ludwigshafener Eisenbahndirektion, die Oper Frankfurt oder Teile des Berliner Reichstages errichtet.
Ab dem 12. Dezember 1948 verkehrten Güterzüge, die Schotter von den umliegenden Steinbrüchen nach Frankreich transportierten. Die in Kirn beginnenden Züge fuhren über die Glantalbahn bis nach Sarreguemines, wobei im Bahnhof Lauterecken-Grumbach Wagen angehängt wurden. Das Textilwerk Lauterecken bekam pro Monat rund 400 Tonnen Baumwolle aus Bremen geliefert; im Versand hatte es so gut wie keine Bedeutung. Es war der letzte Güterverkehrskunde der Bahn innerhalb von Lauterecken, ehe es zum 31. März 1993 schloss.
1905 wurden insgesamt 70.357,92 Tonnen Güter empfangen beziehungsweise versandt. Nach dem Zweiten Weltkrieg war in Lauterecken-Grumbach jedoch ein deutlicher Rückgang des Güterverkehrs zu verzeichnen. Wurden 1972 noch 9823 Tonnen empfangen und 1156 versandt, reduzierte sich die Menge zehn Jahre später auf 8092 beziehungsweise 398 Tonnen.

### Busverkehr
Bereits seit vielen Jahrzehnten befindet sich auf dem Bahnhofsvorplatz eine Bushaltestelle.
Bedient wird sie von den Buslinien
- 266 Lauterecken–Wiesweiler–Offenbach am Glan–Glanbrücken–Obereisenbach–Kirrweiler–Homberg–Unterjeckenbach–Herren-Sulzbach–Grumbach/Deimberg–Buborn–Hausweiler
- 268 Offenbach am Glan–Wiesweiler–Lauterecken–Medard/Cronenberg–Ginsweiler–Reipoltskirchen–Nußbach–Adenbach–Odenbach–Meisenheim–Bad Sobernheim
- 270 Kusel–Rammelsbach–Altenglan-Patersbach-Bedesbach–Erdesbach–Ulmet–Rathsweiler–Niederalben–Eschenau–Sankt Julian–Glanbrücken–Offenbach am Glan–Wiesweiler–Lauterecken
- 271 Kusel–Rammelsbach–Altenglan–Patersbach–Erdesbach–Ulmet–Rathsweiler–Niederalben–Eschenau–Sankt Julian–Gumbsweiler–Glanbrücken–Offenbach am Glan–Wiesweiler–Lauterecken

Alle Linien werden von der DB Regio Bus Mitte GmbH, einer Tochtergesellschaft der DB, betrieben.

### Draisinenverkehr
Der Bahnhof Lauterecken-Grumbach bildet neben den Bahnhöfen Altenglan und Staudernheim eine von insgesamt drei Ausleihstationen für Draisinen. Demnach kann er ebenso wie die beiden anderen Stationen als Ausgangspunkt für Draisinentouren genommen werden, ebenso als Endpunkt für in Altenglan oder in Staudernheim beginnende Touren.